# Linia świata

Obraz czasoprzestrzeni obserwowanej w kolejnych układach inercjalnych, poruszających się z prędkościami równymi chwilowym prędkościom danego ciała. Ciało porusza się z prędkością zmienną w czasie.

Linia świata – linia kreślona w czasoprzestrzeni przez poruszające się ciało. W wybranym układzie współrzędnych czasoprzestrzennych każdemu punktowi linii świata można przypisać czterowektor położenia {\displaystyle x^{\mu }=(x^{0},x^{1},x^{2},x^{3}),} który zawiera:
- współrzędną czasową {\displaystyle x^{0}=c\,t,} gdzie {\displaystyle t} – czas mierzony zegarami nieruchomymi względem układu,
- współrzędne wektora położenia ciała w przestrzeni euklidesowej {\displaystyle R^{3}} {\displaystyle {\vec {r}}=(x^{1},x^{2},x^{3})=(x,y,z).}

Linię świata można przedstawić na diagramie czasoprzestrzennym Minkowskiego.

## Kształt linii świata
Kształt linii świata zależy od rodzaju ruchu, jaki ciało wykonuje w przestrzeni, np.
- ciało spoczywa – to linia świata jest linią pionową,
- ciało porusza się ze stałą prędkością – to linia świata jest linią odchyloną od osi czasu tym bardziej, im większa jest prędkość ciała,
- ciało porusza się z przyspieszeniem – to linia świata jest linią coraz bardziej odchylającą się od osi czasu (jest hiperbolą),
- ciało zmniejsza prędkość – to linia świata jest linią coraz bardziej nachylającą się równolegle do osi czasu.

Nachylenie linii świata względem osi czasu jest ograniczone poprzez rozwartość stożka świetlnego, czemu odpowiada fakt, że prędkość ciała musi być zawsze mniejsza niż prędkość światła w próżni.
Wykresy z liniami świata służą np. do określania równoczesności zjawisk w różnych układach odniesienia.